# 伊東晃
伊東 晃（いとう あきら　1975年4月1日 - ）は、テレビドラマや映画の音響効果全般、監修、フォーリーアーティスト、ドキュメンタリー映画等のサウンドエディター。

## 人物概要
ダイナミックレンジが広い音像と耳障りではない音質を目指しさまざまな作品に参加。幅広い映像音響の「質」を上げていくために音全般の相談、提案を行う。
2024年1月より株式会社ニートネストへ移籍。

## 担当作品

### テレビドラマ

#### 1990年代

##### 連続ドラマ
- タブロイド（フジテレビ,1998年10月期,音響効果）
- 救命病棟24時 第1シリーズ（フジテレビ,1999年1月,音響効果）
- 傷だらけの女（関西テレビ,1999年4月期,音響効果）

##### スペシャルドラマ
- ナニワ金融道4（フジテレビ,1999年4月,音響効果）
- 抱きしめたい!世紀末スペシャル（フジテレビ,1999年10月,音響効果）

#### 2000年代

##### 連続ドラマ
- 太陽は沈まない（フジテレビ,2000年4月期,音響効果）
- やまとなでしこ（フジテレビ,2000年10月期,音響効果）
- カバチタレ!（フジテレビ,2001年1月期,音響効果）
- 救命病棟24時 第2シリーズ（フジテレビ,2001年7月期,音響効果）
- スタアの恋（フジテレビ,2001年10月期,音響効果）
- ロング・ラブレター〜漂流教室〜（フジテレビ,2002年1月期,音響効果）
- 曲がり角の彼女（関西テレビ,2005年4月期,音響効果）
- 電車男（フジテレビ,2005年7月期,音響効果）
- 大奥〜華の乱〜（フジテレビ,2005年10月期,音響効果）
- 小早川伸木の恋（フジテレビ,2006年1月期,音響効果）
- 不信のとき〜ウーマン・ウォーズ〜（フジテレビ,2006年7月期,音響効果）
- のだめカンタービレ（フジテレビ,2006年10月期,音響効果）
- ファースト・キス（フジテレビ,2007年7月期,音響効果）
- 薔薇のない花屋（フジテレビ,2008年1月期,音響効果）
- 本日も晴れ。異状なし（TBSテレビ,2009年1月期,音響効果）
- 救命病棟24時 第4シーズン（フジテレビ,2009年7月期,音響効果）

##### スペシャルドラマ
- スチュワーデス刑事4（フジテレビ,2000年1月,音響効果）
- ナニワ金融道5（フジテレビ,2000年9月,音響効果）
- スチュワーデス刑事5（フジテレビ,2001年1月,音響効果）
- 電車男 もうひとつの最終回スペシャル〜電車男VSギター男!!（フジテレビ,2005年10月,音響効果）
- 大奥スペシャル（フジテレビ,2005年12月,音響効果）
- スチュワーデス刑事FINAL（フジテレビ,2006年1月,音響効果）
- 電車男DELUX 最後の聖戦（フジテレビ,2006年9月,音響効果）
- 大奥スペシャル〜もうひとつの物語〜（フジテレビ,2006年12月,音響効果）
- のだめカンタービレ 新春スペシャル in ヨーロッパ（フジテレビ,2008年1月,音響効果）
- ホームレス中学生 第1弾（フジテレビ,2008年7月,音響効果）
- 黒部の太陽（フジテレビ,2009年3月,音響効果）
- 木枯し紋次郎（フジテレビ,2009年5月,音響効果）

#### 2010年代

##### 連続ドラマ
- GOLD（フジテレビ,2010年7月期,音響効果）
- ステップファザー・ステップ（TBSテレビ,2012年1月期,音響効果）
- シニカレ（NOTTV,フジテレビ,2012年5月期,音響効果）
- 最高の離婚（フジテレビ,2013年1月期,音響効果）
- 独身貴族（フジテレビ,2013年10月期,音響効果）
- 海の上の診療所（フジテレビ,2013年10月期,音響効果）
- 極悪がんぼ（フジテレビ,2014年4月期,音響効果）
- デート〜恋とはどんなものかしら〜（フジテレビ,2015年1月期,音響効果）
- 天使のナイフ（WOWOW,2015年2月期,音響効果）
- 心がポキッとね（フジテレビ,2015年４月期,音響効果）
- デザイナーベイビー～速水刑事、産休前の難事件～（NHK.2015年9月期,音響効果）
- OUR HOUSE（フジテレビ,2016年4月期,音響効果）
- 営業部長 吉良奈津子（フジテレビ,2016年7月期,音響効果）
- カインとアベル（フジテレビ,2016年10月期,音響効果）
- ごめん、愛してる（TBSテレビ,2017年7月期,音響効果）
- 闇の伴奏者 編集長の条件（WOWOW,2018年3月期,音響効果）
- 黒書院の六兵衛（WOWOW,2018年7月期,音響効果）
- パンドラIV AI戦争（WOWOW,2018年11月期,音響効果）
- 神の手（WOWOW,2019年6月期,音響効果）
- ルパンの娘 シリーズ1（フジテレビ,2019年7月期,音響効果）

##### スペシャルドラマ
- 救命病棟24時 2010スペシャル（フジテレビ,2010年1月,音響効果）
- デカ007（日本テレビ,2010年4月,音響効果）
- 尋ね人（WOWOW,2012年11月,音響効果）
- 女信長（フジテレビ,2013年4月,音響効果）
- 最高の離婚Special 2014（フジテレビ,2014年2月,音響効果）
- 新ナニワ金融道（フジテレビ,2015年1月,音響効果）
- デート〜恋はどんなものかしら〜2015夏 秘湯（フジテレビ,2015年9月,音響効果）
- 大奥（フジテレビ,2016年1月,音響効果）
- 砂の器（フジテレビ,2019年3月,音響効果）
- 大奥 最終章（フジテレビ,2019年3月,音響効果）

#### 2020年代

##### 連続ドラマ
- ルパンの娘 シリーズ2（フジテレビ,2020年10月期,音響効果）
- 新聞記者/The Journalist（Netflix,2022年1月期,音響効果）
- やわ男とカタ子（テレビ東京,2023年7月期,音響効果）
- 大奥（フジテレビ,2024年1月期,サウンドエディター）

##### スペシャルドラマ
- 桶狭間〜織田信長 覇王の誕生〜（フジテレビ,2021年3月,音響効果）
- テレビ報道記者〜ニュースをつないだ女たち〜（日本テレビ,2024年3月,フォーリーアーティスト）

### 映画
- 踊る大捜査線 THE MOVIE（1998年,音響効果助手）
- スペーストラベラーズ（2000年,音響効果助手）
- ナースのお仕事 ザ・ムービー（2002年,音響効果）
- リターナー（2002年,フォーリーエディター）
- 明日があるさ THE MOVIE（2002年,フォーリーアーティスト/フォーリーエディター）
- ただ、君を愛してる（2006年,サウンドエディター）
- 幸福のスイッチ（2006年,サウンドエディター）
- 無花果の顔（2006年,サウンドエディター）
- ミートボールマシン（2006年,サウンドエディター）
- 劇場版 大奥（2006年,サウンドエディター）
- 武士の一分（2006年,音響効果助手）
- 嫌われ松子の一生（2007年,音響効果助手）
- どろろ（2007年,サウンドエディター）
- ゲゲゲの鬼太郎（2007年,音響効果助手）
- そのときは彼によろしく（2007年,音響効果助手）
- 犯人に告ぐ（2007年,サウンドエディター）
- Life 天国で君に逢えたら（2007年,サウンドエディター）
- 歓喜の歌（2008年,音響効果助手）
- KIDS（2008年,フォーリーアーティスト）
- フライング☆ラビッツ（2008年,サウンドエディター）
- パコと魔法の絵本（2008年,音響効果助手）
- ゲゲゲの鬼太郎 千年の呪い歌（2008年,音響効果助手）
- MW（2009年,フォーリーアーティスト）
- 恋極星（2009年,サウンドエディター）
- 感染列島（2009年,サウンドエディター）
- 激情版 エリートヤンキー三郎 （2009年,サウンドエディター）
- 鴨川ホルモー （2009年,音響効果助手）
- ホノカアボーイ（2009年,音響効果助手）
- 引き出しの中のラブレター（2009年,フォーリーアーティスト）
- 余命1ヶ月の花嫁（2009年,サウンドエディター）
- 僕の初恋をキミに捧ぐ（2009年,サウンドエディター）
- のだめカンタービレ 最終楽章 前編（2009年,サウンドエディター）
- キラー・ヴァージンロード（2009年,音響効果助手）
- のだめカンタービレ 最終楽章 後編（2010年,サウンドエディター）
- ゴールデンスランバー（2010年,音響効果助手）
- 屍病汚染 DEAD RISING（2010年,サウンドエディター）
- ロック〜わんこの島〜（2011年,サウンドエディター）
- パラダイス・キス（2011年,サウンドエディター）
- TSY タイムスリップヤンキー（2011年,サウンドエディター）
- DOG×POLICE 純白の絆（2011年,サウンドエディター）
- さや侍（2011年,フォーリーアーティスト）
- Another（2012年,サウンドエディター）
- テルマエ・ロマエ（2012年,サウンドエディター）
- LOVE まさお君が行く!（2012年,サウンドエディター）
- るろうに剣心（2012年,フォーリーアーティスト）
- 俺はまだ本気出してないだけ（2013年,サウンドエディター）
- 潔く柔く（2013年,サウンドエディター）
- 黒執事（2014年,フォーリーアーティスト）
- 抱きしめたい -真実の物語-（2014年,サウンドエディター/フォーリーアーティスト）
- テルマエ・ロマエII（2014年,サウンドエディター）
- がじまる食堂の恋（2014年,サウンドエディター/フォーリーアーティスト）
- るろうに剣心 京都大火編（2014年,フォーリーアーティスト）
- るろうに剣心 伝説の最期編（2014年,フォーリーアーティスト）
- みんな！エスパーだよ！（2015年,音響効果助手）
- TOO YOUNG TO DIE! 若くして死ぬ（2016年,音響効果助手）
- 海すずめ（2016年,フォーリーアーティスト）
- サブイボマスク（2016年,フォーリーアーティスト）
- ミュージアム（2016年,リードフォーリーアーティスト）
- 森山中教習所（2016年,フォーリーアーティスト）
- 土竜の唄 香港狂騒曲（2016年,リードフォーリーアーティスト）
- 無限の住人（2017年,フォーリーアーティスト）
- 22年目の告白 -私が殺人犯です-（2017年,フォーリーアーティスト）
- 銀魂（2017年,スーパーヴァイジングサウンドエディター）
- ジョジョの奇妙な冒険 ダイヤモンドは砕けない 第一章（2017年,リードフォーリーアーティスト）
- 斉木楠雄のΨ難（2017年,スーパーヴァイジングサウンドエディター）
- あさひなぐ（2017年,フォーリーアーティスト）
- 未成年だけどコドモじゃない（2017年,フォーリーアーティスト）
- 写真甲子園 0.5秒の夏（2017年,フォーリーアーティスト）
- 今夜、ロマンス劇場で（2018年,サウンドエディター）
- 50回目のファーストキス（2018年,スーパーヴァイジングサウンドエディター）
- ラプラスの魔女（2018年,フォーリーアーティスト）
- 食べる女（2018年,サウンドエディター）
- パンク侍、斬られて候（2018年,フォーリーアーティスト）
- 銀魂2 掟は破るためこそにある（2018年,スーパーヴァイジングサウンドエディター）
- 青の帰り道（2018年,フォーリーアーティスト）
- デイアンドナイト（2019年,フォーリーアーティスト）
- 翔んで埼玉（2019年,サウンドエディター/フォーリーアーティスト）
- さよならくちびる（2019年,サウンドエディター/フォーリーアーティスト）
- 新聞記者（2019年,フォーリーアーティスト）
- ヒキタさん！ご懐妊ですよ（2019年,フォーリーアーティスト）
- コンプリシティ 優しい共犯（2020年,サウンドエディター）
- 初恋（2020年,リードフォーリーアーティスト）
- AI崩壊（2020年,リードフォーリーアーティスト）
- ヲタクに恋は難しい（2020年,スーパーヴァイジングサウンドエディター）
- 宇宙でいちばんあかるい屋根（2020年,リードフォーリーアーティスト）
- 今日から俺は!!劇場版（2020年,スーパーヴァイジングサウンドエディター）
- 新解釈・三国志（2020年,スーパーヴァイジングサウンドエディター）
- ヤクザと家族 The Family（2021年,リードフォーリーアーティスト）
- るろうに剣心 最終章 The Final（2021年,リードフォーリーアーティスト）
- るろうに剣心 最終章 The Beginning（2021年,リードフォーリーアーティスト）
- BLUE/ブルー（2021年,サウンドエディター）
- 妖怪大戦争 ガーディアンズ（2021年,リードフォーリーアーティスト）
- 劇場版 ルパンの娘（2021年,スーパーヴァイジングサウンドエディター）
- 竜とそばかすの姫（2021年,フォーリーアーティスト）
- 土竜の唄 FINAL（2021年,リードフォーリーアーティスト）
- 息子のままで、女子になる（2021年,Re-Recording Mixer）
- 生きててよかった（2022年,サウンドエディター）
- 余命10年（2022年,フォーリーアーティスト）
- わたしのお母さん（2022年,サウンドエディター）
- ぼくらのよあけ（2022年,フォーリーアーティスト）
- ブラックナイトパレード（2022年,スーパーヴァイジングサウンドエディター）
- なのに、千輝くんが甘すぎる。（2023年,スーパーヴァイジングサウンドエディター）
- POLIS EVO 3（2023年,フォーリーアーティスト）
- 仕掛人・藤枝梅安（2023年,サウンドエディター）
- 仕掛人・藤枝梅安2（2023年,サウンドエディター）
- 春画先生（2023年,サウンドエディター）
- 最後まで行く（2023年,リードフォーリーアーティスト）
- 赤ずきん、旅の途中で死体と出会う。（2023年,スーパーヴァイジングサウンドエディター）
- 翔んで埼玉〜琵琶湖より愛をこめて〜（2023年,スーパーヴァイジングサウンドエディター）
- 怪物の木こり（2023年,フォーリーアーティスト）
- ヴィレッジ（2023年,フォーリーアーティスト）
- 青春18×2 君へと続く道（2024年,サウンドエディター/フォーリーアーティスト）
- 帰ってきた あぶない刑事（2024年,サウンドエディター/フォーリーアーティスト）
- おいハンサム!!（2024年,フォーリーアーティスト）
- もしも徳川家康が総理大臣になったら（2024年,スーパーヴァイジングサウンドエディター）
- 箱男（2024年,フォーリーアーティスト）
- はたらく細胞（2024年,スーパーヴァイジングサウンドエディター）

### ドキュメンタリー
- ザ・ドキュメンタリー〜和氣優の弾き叫びロード16000キロ〜（テレビ東京,2008年,サウンドエディター）
- 頂の彼方に…栗城史多の挑戦!!（テレビ東京,2010年,Re-recording Mixer,サウンドエディター）
- 地球の頂へ 栗城史多 新たなる挑戦（テレビ東京,2011年,Re-recording Mixer,サウンドエディター）
- ガレキに花を咲かせましょう 農民ロッカー 和氣優（テレビ東京,2013年,Re-recording Mixer,サウンドエディター）
- 世界を繋げ!農民ロッカーinモンゴル 風と大地の歌（テレビ東京,2014年,Re-recording Mixer,サウンドエディター）
- 藤井フミヤ 絶景トレック!ニュージーランド 世界で一番美しい散歩道（テレビ東京,2015年,Re-recording Mixer,サウンドエディター）
- EARTH BEAT 大地に響け！120人のスティールパン（テレビ東京,2016年,Re-recording Mixer,サウンドエディター）
- 時代を斬る！和太鼓集団が世界を鳴らす！切腹ピストルズ参上！（テレビ東京,2019年,Re-recording Mixer,サウンドエディター）
- 世界を繋ぐ！BONSAI〜継承編〜（テレビ東京,2019年,Re-recording Mixer,サウンドエディター）
- ドキュメンタリー映画「切腹ピストルズ参上！」（2022年,Re-recording Mixer,サウンドエディター）

### ミュージックビデオ
- aiko「三国駅」（2005年,音響効果）
- GACKT「GACKT Live Tour 2008-2009 Requiem et Reminiscence II」（2008年,スーパーヴァイジングサウンドエディター）
- THE GAZETTE「BLINDING HOPE」（2021年,サウンドエフェクトエディター）